# 胸腺
胸腺（きょうせん、英: thymus）は胸腔に存在し、T細胞の分化、成熟など免疫系に関与する一次リンパ器官。胸小葉とよばれる二葉からなっており、胸骨の後ろ、心臓の前に位置し、心臓に乗るように存在する。
子牛の胸腺はフランス料理などの食材として使用される（リードヴォー）。

## 構造
胸腺は被膜に覆われており、その中に胸小葉がある。小葉はさらに外見の違いから皮質と髄質に分けられる。適当な方法で染色すると皮質は濃く染まり、髄質は薄く染まる。
胸腺には以下のような細胞が存在する。
1. 上皮細胞：各種のホルモンを分泌する。
2. 胸腺細胞（リンパ球）
3. 大食細胞（マクロファージ）：胸腺内に散在し退化リンパ球を食べる。
4. 樹状細胞

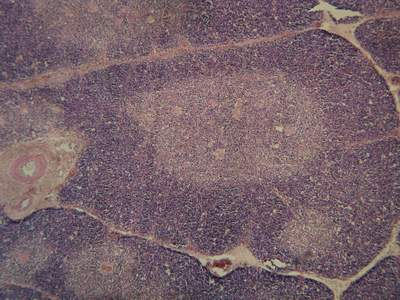
胸腺の顕微写真
白っぽく見えるのが上皮細胞と上皮細胞同士をつないでいるデスモソーム

発生の過程において胸腺の原基は第3咽頭嚢に由来しており、これが下に降りてくる。はじめ胸腺の原基は上皮細胞のみから構成されているが、ここに血流を介してリンパ球の前駆細胞が割り込んで入り上皮細胞を押しのける形で猛烈に増殖する。そのため最初立方形であった原基は伸展・扁平化し網目構造をつくるようになる。
成熟した胸腺において外側の部分である皮質は、上皮細胞が形成する網目の中にリンパ球（胸腺細胞）が詰まっている。このリンパ球は免疫応答をおこせない未熟なものがほとんどである。一方内側の髄質は皮質に比べて上皮間の結合が粗く、リンパ球成分は少ない。しかしこれらは成熟したリンパ球でやがてT細胞として末梢に出ていくものである。髄質にはリンパ球のほかに、マクロファージ（大食細胞）や樹状細胞といった抗原提示の細胞や上皮細胞の変化した胸腺小体（ハッサル小体）が認められる。

## 生理的機能
胸腺では正の選択と負の選択によって適切なリンパ球のみを末梢に送り出している。正の選択では皮質の上皮に発現する主要組織適合遺伝子複合体（MHC）とこれに結合した自己ペプチド抗原に対して、適度な親和性があるTCR（T細胞抗原レセプター）を有する胸腺細胞が選択的に増加する。負の選択では自己MHCと自己抗原に強い親和性をもつ自己反応性の細胞が髄質内で消去される。こうした一連の選択は一般に「教育」とよばれる。T細胞は主として感染細胞を破壊する細胞性免疫にかかわる。
先天的な胸腺不全（ディジョージ症候群など）があると細胞性免疫に欠陥が生じ、感染症にかかりやすくなる。

## 感受性・老化
胸腺は放射線や副腎皮質ホルモンなどに曝露されると萎縮するが特にT細胞を盛んに産出している時期は感受性が高い。胸腺中のリンパ球が最も多いのは思春期（10代前後）でピーク時の胸腺は30 - 40gに達する。その後は急速に萎縮し脂肪組織に置き換わる。この胸腺の退縮は70歳までにほぼ完了する。胸腺は老化の早い器官といわれる。逆にいえば胸腺は発達が早く、たとえば、出生直後のマウスで胸腺摘出を行うと、マウスは免疫不全に陥るが、成熟マウスで摘出をしても免疫系に影響は少ない。これは、成熟した個体では十分なT細胞のプールができ、末梢でもリンパ球が生理的増殖を行うようになるからである。

## 胸腺の血管系
胸腺において血管は皮質から入り髄質の方へと向かうが、皮質側において細動脈・毛細血管は上皮性細網細胞による細胞突起で囲まれているうえ、毛細血管は無窓性の内皮と厚い基底膜をもっており、特にタンパク質はここを通りぬけられない。これらの構造はT細胞産出の場である皮質に余計な抗原が侵入するのを防ぐのに役立っており、血液-胸腺関門 (blood-thymus barrier) と呼ばれる。

## その他
胸腺の近くには横隔神経や反回神経が通っているので、胸腺の摘出を行う際これらの神経を傷つける恐れがある。横隔神経が麻痺すると横隔膜が上がったままになり息切れしやすくなり、反回神経が麻痺すると嗄声になる。
子供が虐待を受けると胸腺が高度に萎縮することが知られている。法医学で被虐待児を判別する一つの指標となっている。

## 西洋医学における胸腺の機能の理解不足と加害の歴史
1950年代には、一流病院の西洋医学の医師らはX線で子供たちの胸腺を損傷・破壊していた。幼児期は活発に免疫系を発達させる時期にあたり、リンパ球に抗原を認識させる際などに胸腺が重要なはたらきをしており、そのため子供の胸腺はもともと肥大しているものなのだが、当時は、胸腺の機能が理解されておらず、幼児期における肥大を何らかの病気の兆候であると誤って判断されていたためである。
米山公啓も胸腺を例として挙げ、わずか20数年前までは、"子供のときにだけ役目を果たして、大人になると無用のもの"などと、医学部では教えていたが、現在では、免疫機構で重要な役目をするT細胞というリンパ球が胸腺の中で成熟していることが判っている、と述べている。

## 関連学会
- 日本免疫学会
- 日本免疫治療学会
- 日本免疫毒性学会
- 日本比較免疫学会
- 日本臨床免疫学会
- 日本神経免疫学会
- 日本生殖免疫学会
- 日本食品免疫学会
- 日本アレルギー学会